# استحواذ روحي

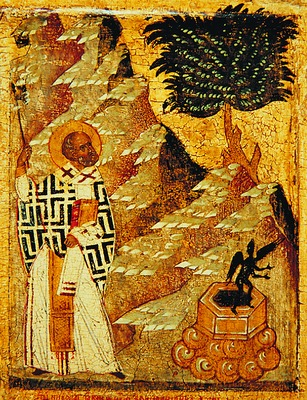
صورة رمزية للاستحواذ الروحي

الاستحواذ الروحي هو مصطلح يشير إلى الاعتقاد أن الجن أو الشياطين أو الأرواح الشريرة أو قوى خارجية يمكن أن تتحكم وتسيطر على جسم الإنسان. تعود جذور هذا المفهوم إلى العصور القديمة، ويوجد في العديد من الديانات في مختلف أنحاء العالم، كالسماوية وغيرها مثل الفودو الهايتي وويكا.
يعد هذا المفهوم واسع الانتشار بين الكثير من الناس، وتعتقد به النساء بشكل أكبر من الرجال.

## رأي علماء المسلمين
- قال شيخ الأزهر د. أحمد الطيب أن ما نسمعه من دعاوى كلام ما يطلق عليه الملبوس هو خيالات واختراعات لا أساس لها من الصحة، فقوة الجن هي في الوسوسة والإضلال، وليس في التلبس لقوله تعالى: (إِنَّ عِبَادِي لَيْسَ لَكَ عَلَيْهِمْ سُلْطَانٌ إِلَّا مَنِ اتَّبَعَكَ مِنَ الْغَاوِينَ). ونوه شيخ الأزهر إلى أن كل من يدعي إخراج الجن من جسد الإنسان كاذب ومرتزق، مبينا أن كثيرا من الجهات أصبحت تنتفع من خلال السحر والشعوذة.[4]

## اقرأ أيضاً
- مس الشيطان
- طرد الأرواح الشريرة